# Anorena melie
Anorena melie là một loài bướm đêm trong họ Noctuidae.